# 아마라카에리어
아마라카에리어(Amarakaeri)는 페루에서 쓰이는 토착언어이다. 아마라카에리어에 의한 문해율은 1%정도이며, 문어체계는 키삼바에리 방언을 토대로 하여 이것을 표준어형으로 삼는다. 오랫동안 고립된 언어로 여겨져 왔으나 최근에는 하라큼부트어족에 묶는 의견이 강하다. 에스놀로그 자료에 따르면 아마라카에리어 화자수는 2007년 현재 1,600명이다.